# Mpori Na Vgo
Mpori Na Vgo (грец. «Μπορεί να βγω») — пісня грецького співака  Антоніса Ремоса, яка увійшла до альбому «I Kardia Me Pigainei Emena».

## Історія видання
«Mpori Na Vgo» — третій сингл-предтеча альбому «I Kardia Me Pigainei Emena». Музику для пісні написали композитори Манос Піроволакіс і Янніс Стігмас, текст — Нікос Мораїтіс. У пісні звучать унікальні звуки  крітської ліри у виконанні Маноса Піроволакіса.
Офіційний реліз синглу відбувся 22 квітня 2013 року . Пісня одразу ж мала величезний успіх на радіо і в цифрових продажах. У травні 2013 року був знятий відеокліп на пісню «Mpori Na Vgo» , який вийшов на початку червня 2013 року. Режисура відеокліпу належить команді White room. Сюжет кліпу полягає в музичній дуелі Антоніса Ремоса і Маноса Піроволакіса і їх груп. У кліпі задіяні виконавці сучасного танцю, а також Дімітріс Роккос, син  Стеліоса Роккоса. Кліп був знятий в промисловій зоні, в сучасному стилі. У перший же тиждень новий кліп «Mpori Na Vgo» став кліпом тижня MTV .

## Позиції в чартах
| Чарт                                   | Пікова позиція |
| -------------------------------------- | -------------- |
| Greece Top 20                          | 2              |
| Europe Official Top 100                | 43             |
| iTunes Store Top 10 World Songs Greece | 1              |
| Greek iTunes top 100                   | 1              |
| Cypriot iTunes top 100                 | 4              |
| Bulgarian iTunes top 100               | 96             |